# Protogoniomorpha duprei
Protogoniomorpha duprei is een vlinder uit de familie van de Nymphalidae. De wetenschappelijke naam van de soort werd als Salamis duprei voorgesteld door Auguste Vinson in een publicatie uit 1863.
De soort komt voor in de bossen en bosranden van Madagaskar.